# Ippolito Ippoliti
Ippolito Ippoliti (Roma, 2 aprile 1921 – Roma, 30 novembre 1966) è stato un calciatore italiano, di ruolo portiere.

## Carriera
Ha disputato 16 incontri in Serie A difendendo la porta della Roma nelle stagioni 1940-1941 e 1942-1943. Alla ripresa dell'attività dopo la pausa bellica giocò con formazioni laziali delle serie minori.

## Palmarès

### Giocatore

#### Club
- Campionato italiano: 1

Roma: 1941-1942